# 5680 Несміт
5680 Несміт (інші назви — (5680) 1989 YZ1 (1989 YZ1, 1932 YO, 1966 VH, 1972 YN, 1983 YG, 1988 UF1) — астероїд головного поясу. Відкритий 30 грудня 1989 року Робертом Макнотом. Названий на честь шотландського підприємця, інженера, винахідника й астронома Джеймса Несміта.
Тіссеранів параметр щодо Юпітера — 3,185.